# Libro de Ballymote

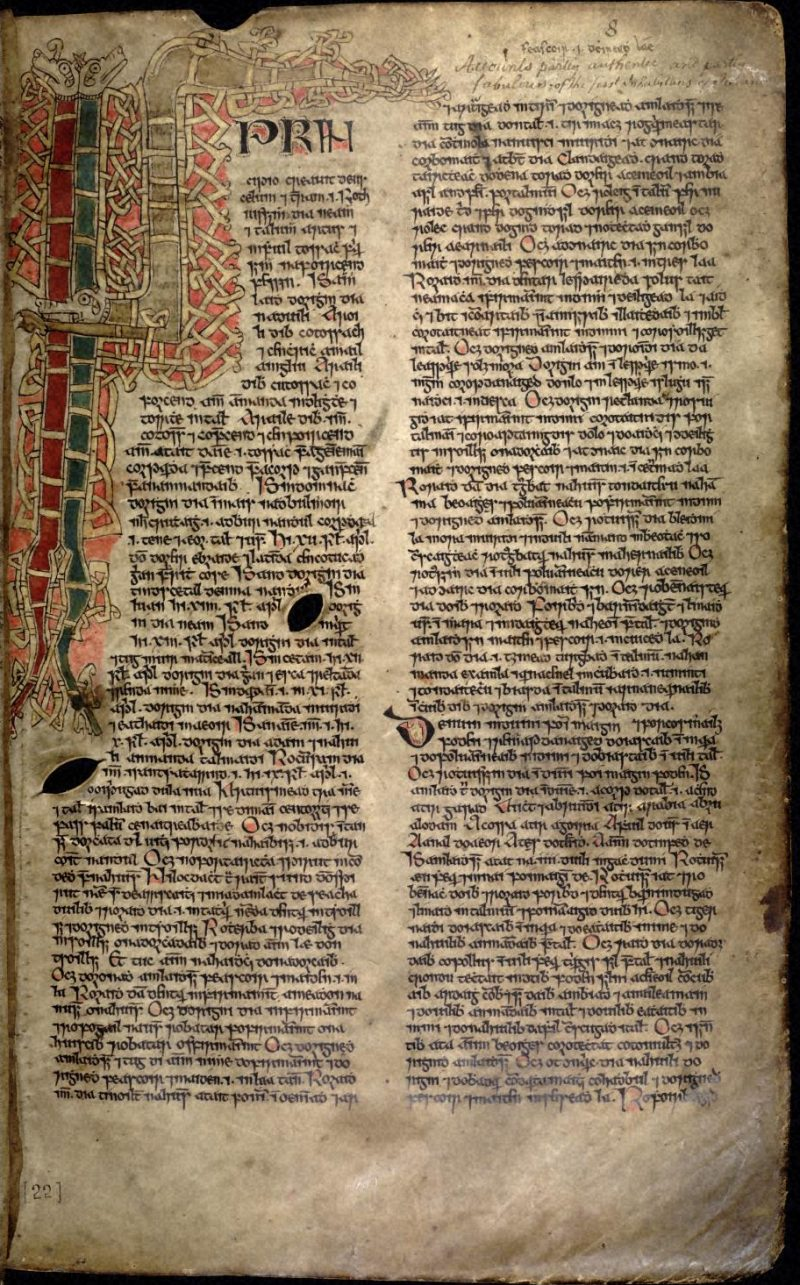
Libro de Ballymote

El libro de Ballymote (en irlandés: Leabhar Bhaile an Mhóta, RIA MS 23 P 12, 275 foll.), fue escrito en 1390 o 1391 en o cerca de la ciudad de Ballymote, ahora en el condado de Sligo, pero en aquella época perteneciente al tuath de Corann .

## Elaboración e historia
El libro fue compilado a finales del siglo XIV en el castillo de Ballymote para Tonnaltagh McDonagh, quien entonces ocupaba el castillo. El compilador principal fue Manus O'Duignan, miembro de una familia de ollams y escribas de los McDonagh y los McDermot. Otros escribas del libro fueron Solomon O'Droma, procedente del condado de Fermanagh, y Robert McSheedy. El libro es una recopilación de obras más antiguas, en su mayoría manuscritos sueltos y documentos antiguos valiosos que llegaron a manos de McDonagh.
La primera página de la obra contiene un dibujo del Arca de Noé tal como la concibió el escriba. Falta la primera página y la segunda comienza con la descripción de las edades del mundo. Patricio y su familia; Las instrucciones de Cormac a un rey; y un estudio físico y geológico de Irlanda. Parte de la obra está dedicada a las sagas de Finn y Brian Boru, y al Lebor na Cert (Libro de los derechos). También contiene tratados sobre la métrica y la profesión de poeta, y sobre la escritura y el lenguaje Ogham . El libro termina con varias traducciones del griego: la destrucción de Troya y las peregrinaciones de Ulises, seguidas de un resumen de la 'Eneida' de Virgilio, comenzando con el discurso de Néstor a los aqueos.
El Libro de Ballymote, como muchos de su tipo, ha hecho historia por sus andanzas. Durante más de cien años fue una posesión preciada de los McDonagh de Corran. Hacia principios del siglo XVI, pasó a manos de la Dinastía O'Donnell, quienes lo conservaron hasta la Fuga de los Condes en 1603. Entre 1620 y 1767 estuvo en la biblioteca del Trinity College de Dublín. Desapareció de la biblioteca y luego fue encontrado en Borgoña, Francia. En 1785 fue devuelto a la Real Academia Irlandesa, donde permanece hasta nuestro días. La obra fue fotografiada por la Academia en 1887, realizándose doscientas copias. Un ejemplar se encuentra en el archivo diocesano y otros en bibliotecas.[cita requerida]</link>

## Descripción
La primera página de la obra contiene un dibujo del Arca de Noé . La primera página escrita se pierde y la segunda describe las edades del mundo.
- una vida de San Patricio (6r)
- una copia del Lebor Gabála Érenn (8r)
- Tecosca Cormaic "Las Instrucciones del Rey Cormac" y otras historias sobre el rey Cormac mac Airt
- Tríadas de Irlanda
- historias de Fionn Mac Cumhail y Brian Bóruma
- varias genealogías de clanes y reyes
  - Reyes cristianos del Ulster (34v)
  - Reyes cristianos de Leinster (35v)
  - Reyes cristianos de Connaught (37v)
  - de las familias Munster (97r)
  - Dál gCais (102v)
- reglas de las diferentes medidas de versificación irlandesa (157r)
- la única copia conocida del Auraicept na n-Éces, o "cartilla de los eruditos" (169r)
- el Lebor na gCeart (Libro de los Derechos) (181r)

El libro finaliza con diversos fragmentos griegos y latinos sobre la caída de Troya, incluido un fragmento de la Eneida .

## Ediciones
- O'Duignan, Manus (1887).  Atkinson, Robert, ed. The Book of Ballymote. Dublin: Royal Irish Academy. ISBN 0-404-17535-X.
- O'Donovan, The Book of Rights, ed. and trans. 1847.
- The Book of Ballymote: Photographic facsimile with introduction by R. Atkinson, (Dublin 1887).

## enlaces externos
- Descripción de la Real Academia Irlandesa
- El libro de Ballymote (extracto de McDonagh 1998)
- Genealogías del Libro de Ballymote
- Leabhar Bhaile an Mhóta (ria.ie)
- Leabhar Bhaile an Mhóta
- Irish Script on Screen tiene imágenes digitales del documento.
- La Biblioteca de Historia Familiar también proporciona imágenes digitales del documento.

- Datos: Q892979
- Multimedia: Book of Ballymote / Q892979